# Новопокровка (Шушенский район)
Новопокро́вка — село в Шушенском районе Красноярского края. Входит в состав Каптыревского сельсовета.

## География
Село находится на левом берегу реки Орловка, при автодороге 04К-991, в 2 км от правого берега Енисея, на расстоянии 25 км к юго-западу от посёлка Шушенское, административного центра района. Абсолютная высота — 308 м над уровнем моря.
Климат
Климат характеризуется как резко континентальный, с продолжительной морозной зимой и коротким тёплым летом. Средняя температура воздуха самого тёплого месяца (июля) составляет 20 °C; самого холодного (января) — −20 °C. Среднегодовое количество атмосферных осадков составляет 500 мм. Безморозный период в среднем длится 115 дней.

## История
В 1926 году в деревне Ново-Покровка имелось 141 хозяйство и проживало 778 человек (379 мужчин и 399 женщин). В национальном составе населения того периода преобладали русские. В административном отношении являлась центром Новопокровского сельсовета Ермаковского района Минусинского округа Сибирского края.

## Население
| 2010 |
| ---- |
| 199  |

Половой состав
По данным Всероссийской переписи населения 2010 года, в гендерной структуре населения мужчины составляли 46,2 %, женщины — соответственно 53,8 %.
Национальный состав
Согласно результатам переписи 2002 года, в национальной структуре населения русские составляли 98 % из 277 чел.

## Известные уроженцы
- Евдокимов, Николай Иосифович (1926—2002) — советский работник сельского хозяйства, Герой Социалистического Труда.